# Wapen van Buurmalsen

Het wapen van Buurmalsen

Het wapen van Buurmalsen werd op 6 januari 1888 per Koninklijk Besluit door de Hoge Raad van Adel aan de Gelderse gemeente Buurmalsen toegekend. Vanaf 1978 is het wapen niet langer als gemeentewapen in gebruik omdat de gemeente Buurmalsen opging in de gemeente Geldermalsen. In het wapen van Geldermalsen per 1978 is in het schildhoofd een zuil opgenomen ter herinnering aan de fusie met Buurmalsen. Het wapen is nog steeds als dorpswapen in gebruik. Op het officiële wapendiploma staat overigens aangegeven, dat de afbeelding dient te worden voorzien van een randschrift met de tekst: "Gemeentebestuur van Buurmalsen". In de praktijk wordt dit randschrift veelal achterwege gelaten. Bij een dorpswapen zou dit ook niet passen.

## Blazoenering
De blazoenering van het wapen luidt als volgt:
Een schild van sabel, beladen met 3 zuilen van goud, geplaatst 2 en 1. [Randschrift 'GEMEENTEBESTUUR VAN BUURMALSEN' in letters van keel op een lint van zilver.]

## Verklaring
Tijdens zijn vergadering van 2 augustus 1887 besloot de gemeenteraad van Buurmalsen Zijne Majesteit den Koning toestemming te vragen voor het voeren van het wapen van de voormalige Heerlijkheid Kraaiensteijn (Crayestein) te Tricht. Dit werd dus toegekend. Later bleek dit alles zonder goede gronden te zijn gebeurd. Het wapen van de gemeente Buurmalsen is derhalve nogal uit de lucht gegrepen. Beide dorpen hoorden toen al eeuwen tot het Graafschap Buren zodat een aansluiting bij het wapen van de Heren van Buren meer voor de hand gelegen zou hebben. Het wapen zoals dat vroeger kon worden aangetroffen op het poortgebouw van het Huis Crayestein is namelijk ontleend aan het wapen van Judith van Zuylen van Nyevelt, echtgenote van Eduard (de) Gruyter die eigenaar van Crayestein is geweest.

## Verwante wapens

Wapen van Geldermalsen

Aalst · 
Ammerzoden · 
Angerlo · 
Appeltern · 
Batenburg · 
Beesd · 
Beltrum · 
Bemmel · 
Bergharen · 
Bergh · 
Beusichem · 
Borculo · 
Brakel · 
Buurmalsen · 
Deil · 
Didam · 
Dinxperlo · 
Dodewaard ·
Doornspijk ·
Dreumel ·
Driel ·
Echteld ·
Eibergen ·
Elst ·
Est en Opijnen ·
Everdingen ·
Ewijk ·
Gameren ·
Geesteren · 
Geldermalsen · 
Gendringen · 
Gendt ·
Groenlo ·
Groesbeek ·  
Haaften ·
Hedel ·
's-Heerenberg ·
Heerewaarden ·
Hemmen ·
Hengelo ·
Herwen en Aerdt ·
Herwijnen ·
Heteren ·
Heukelum ·
Hoevelaken ·
Horssen ·
Huissen ·
Hummelo en Keppel ·
Hurwenen  ·
Kerkwijk ·
Keppel ·
Kesteren ·
Laren · 
Lichtenvoorde ·
Lienden ·
Lingewaal · 
Maurik ·
Millingen aan de Rijn ·
Nederhemert ·
Neede ·
Neerijnen ·
Netterden ·
Niftrik ·
Nijbroek ·
Ophemert ·
Overasselt ·
Pannerden ·
Poederoijen · 
Renkum ·
Rijnwaarden ·
Rossum ·
Ruurlo ·
Steenderen ·
Terborg ·
Twello ·
Ubbergen ·
Valburg ·
Varik ·
Vorden ·
Vuren ·
Waardenburg ·
Wadenoijen ·
Wamel ·
Wehl ·   
Warnsveld ·
Wisch ·
Zeddam ·
Zelhem ·
Zoelen ·
Zuilichem 

Dorps-, heerlijkheids- en stadswapens: 

Acquoy 
· Baak 
· Barlham 
· Bredevoort 
· Doreweerd 
· Elden
· Enspijk 
· Gellicum 
· Groessen 
· Hakfort 
· Hellouw 
· IJzendoorn 
· Kell  
· Lede en Oudewaard 
· Lichtenberg 
· Loil 
· Maasbommel 
· Meijnerswijk 
· Meteren 
· Middagten 
· Rhenoy 
. Rumpt
· Tricht 
· Verwolde 
· Wildenborch